# Beruf
Ein Beruf ist „jede auf Erwerb gerichtete Beschäftigung, die sich nicht in einem einmaligen Erwerbsakt erschöpft“ (BVerfGE 97,228). Unter „Beruf“ wird oft eine systematisch erlernte, spezialisierte, meistens mit einem Qualifikationsnachweis versehene Tätigkeit verstanden. Der Begriff ist abzugrenzen vom umgangssprachlichen Ausdruck Job, der eine Tätigkeit zum Erwerb bezeichnet, die nur vorübergehend ausgeübt wird oder nicht an eine besondere Eignung oder Ausbildung gebunden ist.

## Wortherkunft und Geschichte
Beruf geht auf „berufen“ (mhdt. beruofen) zurück, einer Präfixbildung des Verbs „rufen“.
Die Ständelehre des Mittelalters kannte die „vocatio interna“ und die „vocatio externa“. Im Mittelalter betrachteten insbesondere Theologen den Beruf unter zwei Teilaspekten, dem „inneren Beruf“ (lateinisch vocatio spiritualis oder vocatio interna) und dem „äußeren Beruf“ (lateinisch vocatio externa). Martin Luther übersetzte das lateinische vocatio als die Berufung durch Gott. „Jeder bleibe in dem Beruf, in dem ihn Gottes Ruf traf“ oder „Jeder bleibe in der Berufung, in der er berufen wurde“ (1 Kor 7,20 ). Er verwendete das Wort Beruf auch für den Stand, das Amt und die Arbeit des Menschen in der Welt. Luther hatte beide Aspekte zusammengefasst, weil für ihn Christen bei jeder Tätigkeit einer inneren und äußeren Berufung folgten. Diese innere Berufung mache jede Tätigkeit, auch die in der Familie, zum Beruf. Vocatio interna ist die von Gott ausgehende innere Berufung einer Person zum heiligen Amt (Priester oder Mönch), die durch Gisbert Voetius in seiner „Politica ecclesiastica“ (1663–1676) neues Gewicht erhielt. Die innere Berufung ist das eingenommene geistliche Amt, die äußere Berufung betraf weltliche Berufsstände.
Im Rahmen der späteren Säkularisierung verschwanden die spirituellen Bestandteile, während die soziale Verpflichtung im Rahmen der Arbeitsteilung erhalten blieb. Über Beruf und Berufsausbildung wurden in den Zünften die handwerklichen Aktivitäten gesteuert und die ständische Gesellschaftsordnung repräsentiert. Erst seit dem Übergang in das 19. Jahrhundert erhält der Begriff Beruf jenen Inhalt einer eine fachliche Qualifikation voraussetzenden, in der Regel mit einem Erwerbseinkommen verbundenen Tätigkeit. Beruf ist „der Kreis von Tätigkeiten mit zugehörigen Pflichten und Rechten, den der Mensch im Rahmen der Sozialordnung als dauernde Aufgabe ausfüllt und der ihm zumeist zum Erwerb des Lebensunterhaltes dient“. Der Soziologe Max Weber sieht 1925 im industriellen Beruf die „Spezifizierung, Spezialisierung und Kombination von Leistungen“, die für Personen die „Grundlage einer kontinuierlichen Versorgungs- und Erwerbschance“ bildeten. Seit Webers Definition werden Berufe amtlich erfragt und in Statistiken veröffentlicht. Die amtliche deutsche Statistik versteht unter Beruf „die auf Erwerb gerichteten, besondere Kenntnisse und Fertigkeiten sowie Erfahrung erfordernden und in einer typischen Kombination zusammenfließenden Arbeitsverrichtungen … und die in der Regel auch die Lebensgrundlage für ihn und seine nicht berufstätigen Angehörigen bilden.“
Berufsinhalt sind neben der Einkommenserzielung und dem Erwerb von Rentenansprüchen auch der persönliche Lebensinhalt, Interessen, Wertvorstellungen und Ziele, die spezifische gesellschaftliche Wertschätzung und das soziale Ansehen. Berufe und Berufsinhalte unterliegen heute einem mehr oder weniger starken Wandel insbesondere hinsichtlich der Arbeitsbedingungen. Die Berufsausbildung war ursprünglich so gestaltet, dass der Mensch den einmal erlernten Beruf sein gesamtes Berufsleben ausüben sollte. Technischer Fortschritt, ökonomischer Wandel und zunehmende Arbeitsteilung haben jedoch weltweit dazu geführt, dass ganze Berufsgruppen überflüssig wurden und der Beruf als „Lebensaufgabe“ nicht mehr Begriffsinhalt darstellt. Das hängt mit dem Wandel von der Berufsorientierung hin zur Prozessorientierung zusammen, der durch die Veränderung der Berufsbilder und -anforderungen zum Berufswechsel und Umschulung zwingen kann.

## Sozialgeschichtliche Aspekte
Die zur Ausübung eines Berufs erforderlichen Fähigkeiten und Kenntnisse werden durch Ausbildung, Praxis oder Selbststudium erworben. Die Aufnahme in einen Berufsstand kann aber auch erfolgen durch Zuschreibung (adscription), etwa bei Erbfolge (z. B. als Bauer, zünftiger Handwerker), durch Gelöbnisse (Soldaten), Diensteide (Beamte) oder durch Ordination (Geistlicher).
Die meisten Berufe sind das Ergebnis fortschreitender Arbeitsteilung. Sie haben häufig eine jahrhundertelange Tradition, da viele von der Gesellschaft benötigte oder gewünschte Leistungen im Wesentlichen konstant geblieben sind. Daher rührt auch die auffällige soziale Erscheinung der Berufsvererbung.
Zu den ältesten, frühgeschichtlichen Berufen gehören Schmied, Zimmermann, Heiler, Priester, Wandererzähler und -sänger und Wächter. Seit dem Mittelalter fanden sich viele Berufsgruppen in Zünften und Gilden zusammen, die auch die Ausbildung des beruflichen Nachwuchses übernahmen. Auch „unehrliche Berufe“ bildeten eigene Organisationen. Die Ständeliteratur verzeichnet entsprechend der Ständeordnung eine sich innerhalb der Frühen Neuzeit etablierte Vielfalt der Berufe mit ganz unterschiedlichen Qualifizierungs- und Tätigkeitsmerkmalen sowie Rahmenbedingungen. Die Komplexität der Berufskonzepte steigert sich entsprechend dem Fortschritt in der Technik und in der Wissenschaft.
In einigen Berufen wird auf die sogenannte Berufung des/der Einzelnen besonderer Wert gelegt (zum Beispiel Pfarrer, Priester, aber auch Arzt, Lehrer, Apotheker, Richter). Ein Wissenschaftler erhält einen „Ruf“ auf eine Professorenstelle, wenn eine Hochschule ihn gern in ihrem Kollegenkreis hätte.
Die christliche Soziallehre postuliert eine Pflicht zur Arbeit.
In Artikel 24 der Verfassung der DDR (vom 6. April 1968) stand unter anderem: Jeder Bürger der DDR hat das Recht auf Arbeit. [...] (2) Gesellschaftlich nützliche Tätigkeit ist eine ehrenvolle Pflicht für jeden arbeitsfähigen Bürger. Das Recht auf Arbeit und die Pflicht zur Arbeit bilden eine Einheit.

## Rechtsfragen
Das Grundgesetz garantiert das Grundrecht der freien Berufswahl, denn alle Deutschen haben das Recht, Beruf, Arbeitsplatz und Ausbildungsstätte frei zu wählen (Art. 12 Abs. 1 GG). Unter Beruf versteht man verfassungsrechtlich jede auf Dauer angelegte, der Einkommenserzielung dienende menschliche Betätigung. Dem verfassungsrechtlichen Berufsbegriff sind zwei Elemente immanent, nämlich Lebensaufgabe und Lebensgrundlage. Für den Beruf als Lebensaufgabe ist wesentlich, dass jemand eine innere Beziehung zu seinem Beruf hat, für den er sich verpflichtet und verantwortlich fühlt. Lebensgrundlage setzt wiederum voraus, dass ein Beruf für eine gewisse Dauer gegen Entgelt ausgeübt wird. Gerhard Pfennig erklärt den Berufsstatus am Beispiel der Soldaten und verweist darauf, dass wehrpflichtige Soldaten lediglich eine öffentliche Dienstleistung erfüllten. Der soldatische Dienst als Beruf komme lediglich für Berufssoldaten in Frage, deren Wehrdienst durch die soldatische Laufbahn zu einem Beruf geworden sei. Der Begriff des Berufs ist dabei nicht auf bestimmte traditionelle oder rechtlich fixierte Berufsbilder beschränkt, sondern umfasst jede frei gewählte Form der (erlaubten) Erwerbstätigkeit und ist daher für die Entwicklung neuer Berufsbilder offen.
Einem Beruf ist also eine nicht nur kurzfristige Tätigkeit immanent; ebenso muss er auf Einkommenserwerb abzielen (Erwerbstätigkeit). Der Begriff Einkommen ist weit auszulegen, hierunter können neben dem typischen Geldeinkommen auch Naturalleistungen (Deputatlohn wie freie Wohnmöglichkeit, Speisen und Getränke) verstanden werden.

## Arten
Man unterscheidet den erlernten und den ausgeübten Beruf. Der erlernte Beruf beruht auf einer abgeschlossenen Berufsausbildung und urkundlich bestätigtem Qualifikationsnachweis. Ausgeübter Beruf ist die von einem Arbeitnehmer tatsächlich verrichtete Tätigkeit, für welche keine abgeschlossene Berufsausbildung nachgewiesen werden kann. Wer den Beruf ausübt, für den er eine Berufsausbildung abgeschlossen hat, ist im erlernten Beruf tätig. Wer hingegen in einem Beruf tätig ist, den er ursprünglich nicht erlernt hat, arbeitet in einem ausgeübten Beruf. Freie Berufe sind überwiegend selbständige Tätigkeiten, die nicht der Gewerbeordnung unterliegen. Auch diese sind auf eine gewisse Dauer angelegt und beruhen auf fachlicher Vorbildung, unterscheiden sich von den anderen Berufen jedoch durch wirtschaftliche Selbständigkeit.

## Beruf, Identifikation und Status
Ein Berufstätiger kann sich mit seinem Beruf, mit seinem Arbeitgeber oder mit beiden identifizieren. Wird eine Tätigkeit als wichtig für den Selbstwert einer Person erachtet, spricht man von der Identifikation mit dem Beruf („job involvement“). Eine hohe Berufsidentifikation kann zu einer höheren und/oder besseren Arbeitsleistung beitragen.
Der Beruf ist auch ein bedeutender Mechanismus für den sozialen Status einer Person. Dabei gilt der berufliche Status in modernen Gesellschaften als der beste Einzelindikator für den sozialen Status einer Person. Das Prestige von Berufen hängt unter anderem von der Qualifikation und dem erzielten Einkommen ab.
Der formale Status ergibt sich aus der Einteilung in Arbeiter, Angestellte, Beamte und Selbständige, während der materielle Status meist auf die Einkommenshöhe reduziert wird.

## Berufsklassifikationen
Die Angabe des Berufs ist in allen Statistiken und Erhebungen zum Arbeitsmarkt oder zur sozioökonomischen Lage weltweit unverzichtbar. Der Beruf ist nach wie vor ein dominierender Aspekt in der Beschreibung von Arbeitsmarktentwicklungen. Auch in der Vermittlungsarbeit der Arbeitsämter hat die Angabe des Berufs eine zentrale Bedeutung. Eine Berufsklassifikation schafft für die Vermittlung die Möglichkeit, über sinnvolle und praxisgerechte Zusammenfassungen von ähnlichen beruflichen Tätigkeiten zu verfügen und anzuwenden.
International verwendet die Internationale Standardklassifikation der Berufe (ISCO) seit 1957 ein Schema für die Eingruppierung von Berufen. In Deutschland nutzt die Bundesagentur für Arbeit seit Januar 2011 eine mit diesem Schema weitgehend kompatible Neusystematisierung der Berufe, die auch vom Statistischen Bundesamt als Klassifizierung der Berufe übernommen wurde.

## Reglementierung der Berufsausübung
Heute wird die Berufsausbildung (Inhalte, Dauer) in den meisten europäischen Ländern staatlich festgelegt. Die staatliche Reglementierung der Berufswahl findet aber in Deutschland und den meisten anderen Ländern ihre Grenzen im Grundrecht der Berufsfreiheit.
Wer welchen Beruf ausüben darf, wurde und wird in verschiedenen Kulturkreisen unterschiedlich gehandhabt. In Europa gilt prinzipiell das Recht der freien Berufsausübung, das jedoch einigen Einschränkungen unterliegt. Bei so genannten reglementierten Berufen ist für die Ausübung eine entsprechende Ausbildung und Qualifikation erforderlich: Als Arzt oder Rechtsanwalt darf beispielsweise nur tätig sein, wer ein medizinisches bzw. juristisches Hochschulstudium erfolgreich abgeschlossen, entsprechende Praxiserfahrung (Referendariat) nachweisen kann und die Zulassung einer Ärztekammer oder Rechtsanwaltskammer besitzt. Ebenfalls unterliegt die Ausübung handwerklicher Berufe bestimmten Einschränkungen: So ist beispielsweise zur selbständigen Ausübung eines Handwerks in Deutschland ein Fachschulabschluss zum Staatlich geprüften Techniker, Abschluss zum Handwerksmeister (Meisterbrief) oder Hoch- bzw. Universitätsabschluss erforderlich. (Novellierung der Handwerksordnung § 7.2)
Erfolgreich sozial herausgebildete Berufe entwickeln eine mehr oder minder ausgeprägte Berufsethik.

## Abgrenzung
Die Abgrenzung zum Job wird meist durch den Aspekt der Dauerhaftigkeit vorgenommen. Job ist eine temporäre, kurzfristige Tätigkeit ohne innere Beziehung und Verantwortung zur Tätigkeit, eine Gelegenheitsarbeit. Das kommt beim Wort „jobben“ zum Ausdruck, mit dem eine vorübergehende Tätigkeit zwecks Einkommenserzielung umschrieben wird. Diese Abgrenzung findet auch in angelsächsischen Ländern statt, wo bei Beruf von „profession“ (lat. professio) oder „occupation“ die Rede ist und „job“ eher als Nebentätigkeit klassifiziert wird.
Der Berufsbegriff wird auch benutzt, um Einkommenserwerb und fachliche Qualifikation zu betonen. Berufsmusiker (Berufssportler, Berufssoldaten, Berufsrichter) sind fachlich ausgebildet und werden für ihre Arbeitsleistung bezahlt, Amateurmusiker oder Laienrichter hingegen kaum oder gar nicht.

## Größte Berufsordnungen in Deutschland
Nach Angaben des Statistischen Bundesamtes werden die Berufe in 369 so genannte Berufsordnungen unterschieden, in der alle existierenden Berufe eingruppiert sind, wodurch eine Klassifizierung der Berufe entsteht. Vgl. Frauenanteile in der Berufswelt.

### Erwerbstätige Männer in den am stärksten besetzten Berufsgruppen (2019)
(Quelle: )
1. Maschinenbau- und Betriebstechnik 1.456.000
2. Lagerwirtschaft, Post und Zustellung, Güterumschlag 1.158.000
3. Unternehmensorganisation und -strategie 1.137.000
4. Fahrzeugführung im Straßenverkehr 946.000
5. Elektrotechnik 568.000
6. Fahrzeug-, Luft-, Raumfahrt- und Schiffbautechnik 563.000
7. Geschäftsführung und Vorstand 532.000
8. technische Produktionsplanung, -steuerung 529.000
9. Verkauf (ohne Produktspezialisierung) 523.000
10. Hochbau 478.000

### Erwerbstätige Frauen in den am stärksten besetzten Berufsgruppen (2019)
1. Büro und Sekretariat 1.589.000
2. Erziehung, Sozialarbeit, Heilerziehungspflege 1.409.000
3. Verkauf (ohne Produktspezialisierung) 1.219.000
4. Unternehmensorganisation und -strategie 1.218.000
5. Reinigung 1.022.000
6. Gesundheits- und Krankenpflege, Rettungsdienst und Geburtshilfe 952.000
7. Verwaltung 899.000
8. Arzt- und Praxishilfe 686.000
9. Lehrtätigkeit an allgemeinbildenden Schulen 604.000
10. Altenpflege 602.000

## Sonstiges
Wer einen Beruf erlernt hat (z. B. über eine Lehre oder über ein akademisches Studium) und diesen ausübt ist Berufsträger. Manche Berufsbezeichnungen sind gesetzlich geschützt (z. B. Arzt, Rechtsanwalt).